# Запорожець Іван Іванович
Іван Іванович Запорожець (нар. 17 листопада 1940, село Можняківка, Новопсковський район, Луганська область, УРСР — 15 серпня 2020, Луганська область) — голова колгоспу імені Енгельса Новопсковського району Луганської області. Депутат Верховної Ради УРСР 11-го скликання.

## Життєпис
Народився 17 листопада 1940 року в селі Можняківка Новопсковського району Луганської області. У 1958 році закінчив середню школу.
Трудову діяльність розпочав у серпні 1958 року робітником першого відділку радгоспу «Білолуцький». З 1960 по листопад 1961 року працював трактористом. Член КПРС з 1963 року.
Після служби у лавах Радянської армії, з 1964 по 1969 рік навчався у Ворошиловградському сільськогосподарському інституті, де здобув фах вченого агронома.
Із січня 1969 по лютий 1972 року — керуючий відділку № 1 радгоспу «Білолуцький» Новопсковського району.
З 1972 року — голова колгоспу (сільськогосподарського товариства із обмеженою відповідальністю) імені Енгельса села Кам'янка Новопсковського району Ворошиловградської (Луганської) області.
Член Народної партії України.
Указом Президента України Леоніда Кучми № 1301/1999 від 8 жовтня 1999 року за визначний особистий внесок в організацію та забезпечення зростання виробництва сільськогосподарської продукції голові колгоспу імені Енгельса Новопсковського району Луганської області Івану Івановичу Запорожцю присвоєно звання Герой України з врученням ордена Держави.
Загинув 15 серпня 2020 року в результаті автомобільної аварії біля села Боровеньки Кремінського району Луганської області.

## Нагороди
- Герой України (з врученням ордена Держави, 08.10.1999).
- орден Леніна (1986)
- орден Трудового Червоного Прапора (1981)
- орден «Знак Пошани» (1973)
- трудова відзнака «Знак пошани» Міністерства аграрної політики України (15.03.2006)
- почесна відзнака «За розвиток регіону» Луганської обласної державної адміністрації(14.03.2006)
- Почесний громадянин Новопсковщини
- Заслужений працівник сільського господарства України (14.11.1996)